# Roman de moravuri

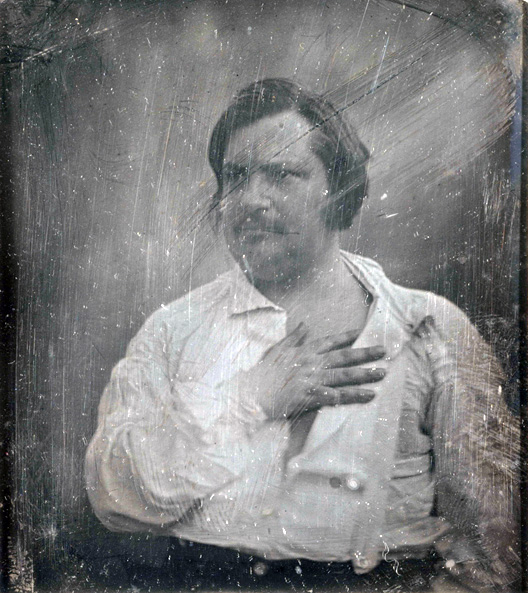
Romancierul francez Honoré de Balzac a fost un fondator al realismului literar, al cărui subgen este romanul de moravuri.

Un roman de moravuri este o operă literară de ficțiune care are scopul de a descrie un mediu social, conținând observații detaliate ale obiceiurilor, valorilor etice și moravurilor unei societăți complexe și foarte dezvoltate.
Convențiile societății domina povestea, iar personajele sunt diferențiate în funcție de gradul în care se încadrează comportamentului tipic sau ideal sau îl încalcă. Gama unui roman de moravuri poate fi limitată, ca în scrierile lui Jane Austen, care prezintă activitățile domestice ale familiilor nobiliare rurale din Anglia în secolul al XIX-lea și ignoră pasiunile umane elementare și motivațiile sociale și politice mai înalte.  De asemenea, ea ar putea fi mai vastă, ca în romanele lui Balzac, care prezintă secolul al XIX-lea în toată complexitatea lui în povestiri despre viața pariziană, viața de provincie, viața privată, viața publică și viața militară.
Printre scriitorii notabili de romane de moravuri se află abatele Prévost, Gustave Flaubert, Guy de Maupassant, Henry James, Evelyn Waugh, Edith Wharton și John Marquand.

## Context

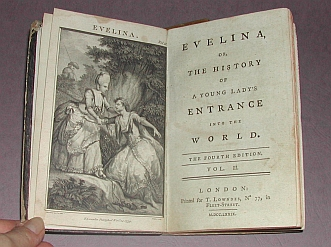
Pagina de titlu ilustrată a volumului II, ediția a IV-a a romanului Evelina: Or the History of a Young Lady's Entrance into the World (1779), de Frances Burney.

Cărțile și broșurile apărute începând din secolul al XVIII-lea care-i instruiesc pe cititori cum să se comporte în societate sunt nenumărate. În special, scrisorile lordului Chesterfield către fiul său sunt un prim exemplu pentru oricine este interesat de acest subiect. El îl învață pe fiul său cum să se integreze în societate și să se facă plăcut, evitând subiectele ofensatoare sau controversate, vorbind pe un ton pașnic și având o opinie echilibrată, în conformitate cu societatea în care se află. Această obsesie pentru o conduită socială adecvată a dat naștere unui val din romane în legătură cu acest tip de comportament. În 1778 Frances Burney a scris Evelina, un roman al cărui subiect inovator care trata moravurile contemporane l-au făcut un punct de reper în dezvoltarea romanului de moravuri. Comportamentul social în spații publice și private formează o mare parte a acțiunii romanului Evelina. Acest aspect este reflectat în alte romane care au fost foarte popularizate la începutul secolului al XIX-lea. Romanele lui Jane Austen sunt, probabil, cele mai cunoscute scrieri de acest tip. Datorită scrierilor lui Austen, romanul de moravuri este asociat cel mai mult cu începutul secolului al XIX-lea.

## Relația cu ficțiune gotică
Creșterea importanței comportamentului social nu a trecut neobservată de Horace Walpole, considerat inventatorul literaturii gotice. Cunoașterea de către Walpole a scrierilor lui Chesterfield și creșterea importanței moravurilor au influențat probabil nu doar opera sa literară, ci au influențat și romanele „gotice” ale altor autori. Walpole a scris ceea ce este în general recunoscut a fi primul roman gotic în timpul vieții lui Chesterfield, Castelul din Otranto, în 1764. Se presupune că apariția romanului de moravuri ca un subgen epic de sine stătător a reprezentat un răspuns la creșterea popularității romanului gotic.

## Lucrări notabile
Secolul al XVIII-lea
- Manon Lescaut (1731), de abatele Prévost
- The Man of Feeling (1771), de Henry Mackenzie

Secolul al XIX-lea
- Sense and Sensibility (1811), Mândrie și prejudecată (1813), Mansfield Park (1814),  Emma (1816) și Persuasiune (1818), de Jane Austen
- Vanity Fair: A Novel Without a Hero  (1848), de William Makepeace Thackeray
- Doamna Bovary (1857), de Gustave Flaubert
- Anna Karenina (1877), de Lev Tolstoi
- Bel-Ami (1885), de Guy de Maupassant
- Tess d'Urberville (1891), de Thomas Hardy

Secolul al XX-lea
- The House of Mirth (1905) și The Age of Innocence (1920), de Edith Wharton
- Marele Gatsby (1925), de Francis Scott Fitzgerald
- Thérèse Desqueyroux (1927), de François Mauriac
- A Handful of Dust (1937), de Evelyn Waugh